# Marquesat d'Ayerbe

Escut d'Ayerbe.

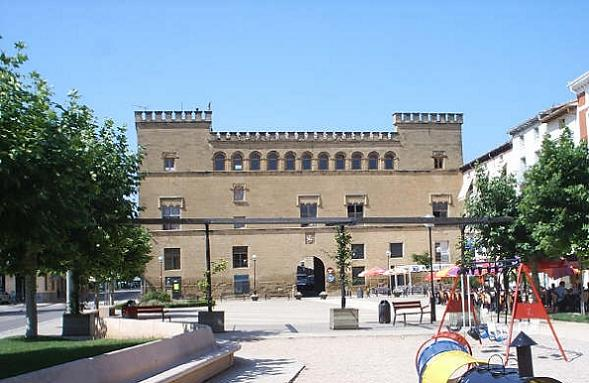
Palau dels marquesos d'Ayerbe, a Ayerbe (Osca).

El Marquesat d'Ayerbe és un títol nobiliari espanyol creat el 8 de setembre de 1750 (amb el vescomtat previ del Rosel, després cancel·lat), pel rei Ferran VI, a favor de Pedro María Jordán de Urríes y Urríes, XVI senyor de la baronia d'Ayerbe. Carles III li va concedir la Grandesa d'Espanya el 20 de juliol de 1790 a Pedro Vicente Jordán de Urríes y Pignatelli, II marquès d'Ayerbe.
Pedro María Jordán de Urríes y Urríes, era fill de Benito Ignacio de Urríes y Aybar, XV senyor d'Ayerbe, XIII senyor de la Peña, i de la seva esposa Mariana de Urríes y Martínez de Marcilla, XIV senyora d'Ayerbe, XII senyora de la Peña.
La seva denominació fa referència al municipi d'Ayerbe, en la província d'Osca. Els Jordán de Urríes van manar construir a Ayerbe el seu palau marquesal, en estil renaixement aragonès

## Marquesos d'Ayerbe
|                       | Titular                                            | Període               |
| Creació per Ferran VI | Creació per Ferran VI                              | Creació per Ferran VI |
| --------------------- | -------------------------------------------------- | --------------------- |
| I                     | Pedro María Jordán de Urríes y Urríes              | 1750-1754             |
| II                    | Pedro Vicente Jordán de Urríes y Pignatelli        | 1754-1799             |
| III                   | Pedro María Jordán de Urríes y Fuenbuena           | 1799-1810             |
| IV                    | Pedro Ignacio Jordán de Urríes y Palafox Fuembuena | 1810-1842             |
| V                     | Juan Nepomuceno Jordán de Urríes y Salcedo         | 1842-1863             |
| VI                    | Juan María Jordán de Urríes y Ruiz de Arana        | 1863-1908             |
| VII                   | Jacobo Jordán de Urríes y Vieira de Magalhaes      | 1908-1990             |
| VIII                  | Margarita Jordán de Urríes y Castelo-Branco        | 1992-actual titular   |

## Història dels marquesos d'Ayerbe
- Pedro Jordán de Urríes y Urríes (1709-1754), I marquès d'Ayerbe.[2]

1. Va casar amb Mariana Pignatelli i Rubí, III marquesa de Rubí, baronessa de Llinars. El va succeir el seu fill:

- Pedro Vicente Jordán de Urríes y Pignatelli (1743-1799), II marquès d'Ayerbe, IV marquès de Rubí, baró de Fréscano, de Vicién, de Albero Bajo, i de Fraella.

1. Va casar amb María Ramona Fuembuena y Montserrat, III marquesa de Lierta.
2. Va casar amb María Josefa Azlor de Aragón y Villavicencio. Sense descendents, d'aquest matrimoni. El va succeir, del seu primer matrimoni, el seu fill:

- Pedro María Jordán de Urríes y Fuenbuena (1770-1810), III marquès d'Ayerbe, V marquès de Rubí, IV marquès de Lierta, comte de San Clemente, baró Sánchez de Torrellas. Majordom major del Rei Ferran VII en l'exili.

1. Va casar amb María Nicolasa de Palafox y Silva.
2. Va casar amb María Juana de Bucarelli y Bucarelli. El va succeir, del seu primer matrimoni, el seu fill:

- Pedro Ignacio Jordán de Urríes y Palafox Fuembuena (1791-1842), IV marquès d'Ayerbe, VI marquès de Rubí, V marquès de Lierta, comte de San Clemente, baró Sánchez de Torrellas, baró de Llinars, baró de la Peña.

1. Va casar amb María Luisa de Salcedo y Urquijo. El va succeir, el seu fill:

- Juan Nepomuceno Jordán de Urríes y Salcedo (1825-1863), V marquès d'Ayerbe, VII marquès de Rubí, VI marquès de Lierta, comte de San Clemente.

1. Va casar amb Juana María de l'Encarnación Ruiz de Arana y Saavedra. El va succeir el seu fill:

- Juan María Jordán de Urríes y Ruiz de Arana (1851-1908), VI marquès d'Ayerbe, VIII marquès de Rubí, VII marquès de Lierta, comte de San Clemente.

1. Va casar amb Caralampia María del Pilar Méndez de Vigo y Arizcún, VIII comtessa de Santa Cruz de los Manueles. El va succeir, del seu fill Juan Nepomuceno Jordán de Urríes, casat amb María Antonia d'Orta Vieira de Magalhaes, el fill de tots dos, el seu net:

- Jacobo Jordán de Urríes y Vieira de Magalhaes (1899-1990), VII marquès d'Ayerbe, IX marquès de Rubí, VIII marquès de Lierta.

1. Va casar amb María Margarita de Castelo-Branco Guedes Cabral. El va succeir la seva filla:

- Margarita Jordán de Urríes y Castelo-Branco (n. en 1931), VIII marquesa de Ayerbe, X marquesa de Rubí, XII comtessa de San Clemente.

1. Va casar amb José María Cubillo i Saavedra.